# Castillo de Shankill
El castillo y los jardines de Shankill están situados en un parque cerca de Paulstown, en la frontera entre Carlow y Kilkenny. Los visitantes pueden pasear por los terrenos y jardines en los cuales se encuentran diversos árboles tales como, secuoyas o fresnos. A su vez, se organizan también visitas guiadas a la casa, con precios que oscilan entre los tres y seis euros.
El castillo comenzó como una casa cerca de las ruinas de una antigua iglesia. Peter Aylward compró las tierras a la familia de su esposa, los Butler, en 1708, y lo reconstruyó. El castillo se encuentra en un entorno privilegiado, con amplia vegetación a su alrededor. Durante el siglo XIX, se amplió y almenó, y se colocó un inusual reloj de sol poliédrico en un jardín hundido. Otras modificaciones consistieron en un pórtico gótico con el escudo de los Aylward y un invernadero.
El patio de los establos y la entrada almenada a la finca se atribuyen a Daniel Robertson. El interior conserva gran parte de su carácter y características del siglo XVIII, incluyendo una escalera georgiana, yeserías góticas y un salón victoriano.